# Alfredo Marcos Da Silva Junior
Alfredo Marcos Da Silva Junior, kortweg Marcão (Rio de Janeiro, 2 april 1986) is een Braziliaans voetballer die onder contract staat bij amateurclub VK Linden. 

## Carrière
Marcos Da Silva startte zijn carrière in 2007 bij Colo Colo FR waar hij geen enkele wedstrijd mocht spelen, in 2008 trok hij naar het Portugese SC Freamunde, waar hij ook geen enkele wedstrijd speelde. Hij bleef er maar één seizoen want in 2009 keerde hij terug naar zijn geboorteland om voor Ituiutaba ES, Vila Aurora, Trindade AC en Ferroviário AC te gaan spelen.  
In 2011 kwam er een einde aan zijn avontuur in Brazilië, want in dat jaar transfereerde hij naar KVC Westerlo. Op 27 augustus 2011 scoorde hij zijn eerste goal in loondienst van de Kemphanen, hij maakte de 1-2 in de thuismatch tegen Cercle Brugge. In totaal voetbalde de Braziliaan negen keer in het shirt van KVC Westerlo, want in 2013 keerde hij opnieuw terug naar Brazilië om Cuiabá EC en EC Avenida te vertegenwoordigen, bij dat eerste team speelde hij geen minuut maar voor EC Avenida wist hij toch zes wedstrijden mee te pikken.  
In 2016 kwam hij voor de tweede keer in zijn carrière naar België om voor Olympia SC Wijgmaal te gaan spelen. Daar bleef hij 4 seizoenen en werd hij een ware clubheld, want met 91 wedstrijden en 24 doelpunten heeft hij toch een mooie tijd gekend. Op 1 juli 2020 transfereerde hij transfervrij naar een andere Vlaams-Brabantse club VK Linden. 

## Statistieken
| seizoen | club                | land     | competitie                    | wed | goals |
| ------- | ------------------- | -------- | ----------------------------- | --- | ----- |
| 2007/08 | Colo Colo FR        | Brazilië |                               | 0   | 0     |
| 2008/09 | → SC Freamunde      | Portugal | Liga de Honra                 | 0   | 0     |
| 2009/10 | Ituiutaba ES        | Brazilië |                               | 1   | 0     |
| 2009/10 | Vila Aurora         | Brazilië |                               | 7   | 2     |
| 2010/11 | Trindade AC         | Brazilië |                               | 2   | 0     |
| 2010/11 | Ferroviário AC      | Brazilië | Campeonato Brasileiro Série C | 7   | 1     |
| 2011/12 | KVC Westerlo        | België   | Jupiler Pro League            | 9   | 1     |
| 2012/13 | KVC Westerlo        | België   | Tweede klasse                 | 0   | 0     |
| 2013/14 | Cuiabá EC           | Brazilië |                               | 0   | 0     |
| 2014/15 | EC Avenida          | Brazilië |                               | 6   | 0     |
| 2015/16 | EC Avenida          | Brazilië |                               | 0   | 0     |
| 2016/17 | Olympia SC Wijgmaal | België   | Tweede Ameteurklasse          | 31  | 5     |
| 2017/18 | Olympia SC Wijgmaal | België   | Tweede Amateurklasse          | 29  | 12    |
| 2018/19 | Olympia SC Wijgmaal | België   | Tweede Amateurklasse          | 22  | 5     |
| 2019/20 | Olympia SC Wijgmaal | België   | Tweede Amateurklasse          | 9   | 2     |
| 2020/21 | VK Linden           | België   | Eerste provinciale            |     |       |
|         |                     |          | Totaal                        | 123 | 28    |

Laatst bijgewerkt 05-11-11
Bron: sport.be - sporza.be
1 Bolat ·
2 Ortakaya ·
3 Haidara ·
4 Fixelles ·
5 Bos ·
7 Sayyadmanesh ·
9 Frigan ·
10 Devine ·
11 Gümüşkaya ·
13 Sakamoto ·
15 Sydorchuk ·
17 Smekens ·
18 Yow ·
19 Slimani ·
20 Gillekens ·
22 Reynolds ·
23 Seigers ·
25 Rommens ·
30 Van Langendonck ·
32 Jordanov ·
33 Neustädter ·
34 Haspolat ·
36 Youlley ·
39 Van den Keybus ·
40 Bayram ·
44 Vušković ·
46 Piedfort ·
47 Mebude ·
49 Placias ·
60 De Boeck ·
77 Alcócer ·
99 Jungdal ·
Coach: Simons